# Mika Doi
Mika Doi (土井 美加 Doi Mika?,  Sendai, Japón, 4 de agosto de 1956) es una actriz de voz, cantante y narradora japonesa, afiliada a Mouvement. Su nombre de nacimiento es Mika Itō (イトミカ Itō Mika?).

## Filmografía
El orden de esta lista es personaje, serie
- Saori Hyuuga, Pretty Cure Splash Star
- Megumi Takani, Rurouni Kenshin
- Misa Hayase, Macross
- Marvel Frozen, Aura Battler Dunbine
- Full Flat, Heavy Metal L-Gaim
- Naoko Akagi, Neon Genesis Evangelion
- Yukari, Azumanga Daioh the Animation
- Fleia, Appleseed
- Rain Devila, Wedding Peach
- Mamá de Ketto, Majo no Takkyūbin
- Directora, Mamono Hunter Yohko
- Coby, One Piece
- Alisa, Cowboy Bebop (episodio 10)
- Kuyoh, RG Veda
- Reina Serenity, Sailor Moon
- Daisy y Alice, Kingdom Hearts
- Yareli Fabiola, Metal Gear Solid 4
- Kotoko Fujioka, Ouran High School Host Club
- Trylo, Shurato